# Brownea loretensis
Brownea loretensis är en ärtväxtart som beskrevs av Paul Carpenter Standley. Brownea loretensis ingår i släktet Brownea och familjen ärtväxter. Inga underarter finns listade i Catalogue of Life.